# Cable (superheld)
Cable (echte naam Nathan Christopher Summers) is een fictieve superheld uit de strips van Marvel Comics, en een lid van de X-Men en X-Force. Hij verscheen voor het eerst als Cable in The New Mutants #87 (maart 1990), maar verscheen al eerder als kind in Uncanny X-Men #201.
Cable is een mutant met telekinetische en telepathische gaven. Hij werd opgevoed in de toekomst, en was tijdelijk leider van het New Mutants team dat hij omvormde tot het sterkere X-Force-team.

## Biografie
Nathan Christopher Charles Summers is de zoon van Scott Summers (Cyclops) en Madelyne Pryor. Van Madelyne werd later onthuld dat ze een kloon was van Jean Grey, waardoor zij in feite Nathans biologische moeder was. Zij was gemaakt door Mister Sinister, die het plan had opgevat om Nathan te gebruiken als wapen tegen zijn gehate meester Apocalypse. Apocalypse ontdekte dit, en infecteerde de jonge Nathan met een techno-organisch virus dat hem langzaam zou doden. Nadat Apocalypse was verslagen op de maan werd Cyclops opgezocht door een vrouw uit de toekomst die zichzelf Askani noemde. Zij overtuigde Cyclops haar Nathan mee te laten nemen naar de toekomst, omdat dat zijn enige kans op overleving was.
In de toekomst maakte Askani, een alternatieve versie van Rachel Summers, een kloon van Nathan voor het geval hij toch zou sterven aan het virus. Apocalypse ontvoerde deze kloon echter en maakte van hem zijn opvolger Stryfe.
Rachel bracht Cyclops en Jean naar de toekomst om Nathan, die nu bekendstond als Cable, op te voeden gedurende te komende 12 jaar. Samen wisten ze een einde te maken aan Apocalypse heerschappij over deze wereld.
Toen Stryfe naar het verleden reisde volgde Cable hem. Hij vormde in het heden een groep genaamd Wild Pack, maar een conflict met Silver Sable dwong hem de naam te veranderen naar Six Pack. Cable reisde tussen het heden en de toekomst heen en weer met zijn schip Graymalkin.
Cable kwam in conflict met Stryfes Mutant Liberation Front, de Amerikaanse overheid en het Freedom Force team. Toen de New Mutants tussenbeide kwamen zag Cable hen als potentiële soldaten voor zijn team. Hij werd hun leider en hernoemde het team X-Force. Cable volbracht zijn taak uiteindelijk door Apocalypse te doden, precies zoals Sinister vanaf het begin in gedachten had. Vervolgens redde hij Rachel Summers uit een alternatieve toekomst en werd een huurling genaamd "Soldier X".
Cable verdween toen hij een op mutanten jagend beest genaamd Skornn vermoordde. Cannonball, Siryn en Forge zochten naar sporen of hij nog leefde of niet. Ze belandden uiteindelijk in de House of M realiteit gecreëerd door Scarlet Witch, en vonden daar een baby Cable die werd opgevoed door Mister Sinister. Hij gebruikte een extract van het immuunsysteem van de antiheld Deadpool om Cables fysieke ontwikkeling te versnellen. Dit zorgde er echter voor dat Cables krachten direct actief werden. Hij ontsnapte aan Sinister en werd door Deadpool meegenomen. Kort nadat Scarlet Witch de wereld terugveranderd naar zijn oorspronkelijke vorm verouderde Cable weer tot zijn volwassen vorm.
Recentelijk werd onthuld dat Cable verantwoordelijk was voor Apocalypse’ terugkeer vlak voor de House of M verhaallijn, aangezien hij vond dat de mutantengemeenschap een sterkte bedreiging nodig had om tegen te vechten, zodat dit alle mutanten samen zou brengen.

## Krachten en vaardigheden
Cable bezit sterke telepathische en telekinetische krachten, maar deze werden sterk ingedamd door het feit dat hij continu zijn techno-organische infectie onder controle moest houden. In de loop der jaren namen zijn krachten toe, waardoor hij tot steeds meer in staat was. Zijn telepathie versterkte tot het punt dat hij gedachten kon lezen, zijn gedachten kon overbrengen op anderen en psychische schoten kon afvuren. Zijn telekinese nam zelfs nog verder toe tot het punt dat hij zware voorwerpen kon optillen met zijn gedachten, psionische stralen kon afvuren en sterke krachtvelden kon oproepen. Hij was zelfs in staat om Silver Surfer te verslaan in een gevecht. Door zichzelf op te tillen via telekinese kon Cable over korte afstanden vliegen.
In de verhaallijn "Bosom Buddies" verkreeg Cable een technologische link naar het zogenaamde "Infonet", wat dient als vervanging van zijn telepathische krachten. Hij kan nu diginatle informatie lezen en een speciaal krachtveld genaamd de "Cone of Silence" oproepen.
Cables linkeroog geeft altijd licht, waarschijnlijk als gevolg van de mutatie van zijn vader. Dit licht is niet verbonden met zijn mutantenkrachten.
Cable bezit ook enkele superkrachten als gevolg van zijn techno-organische infectie. Hij bezit in kleine mate bovenmenselijke kracht en uithoudingsvermogen, versterkt zicht waaronder de gave om op het infraroodspectrum te kijken. Hij kan ook zijn techno-organische lichaam gebruiken om computers te hacken en elektronische sloten te openen.
Cable is getraind in het gebruik van vele futuristische wapens, ongewapende gevechten en guerrilla technieken.

## Ultimate Cable
De Ultimate Marvel versie van Cable verscheen in Ultimate X-Men #75. Hij neutraliseerde de krachten van Jean Grey en Professor X, en kon Cyclops optische stralen terugkaatsen. Verder had hij kennis over de zwakke plekken van alle andere X-Men leden. Verder bezit deze Cable aan zijn niet robotische arm drie klauwen gelijk aan die van Wolverine. In #76 werd onthuld dat de Ultimate Cable in werkelijkheid een toekomstige versie van Wolverine is. Schrijver Robert Kirkman onthulde dat Cables verschijning het team van mutanten in een nieuwe richting zal sturen. Hoe het kan dat deze toekomstige Wolverin een lichtgevend oog heeft is onbekend.

## Cable in andere media
- Cable verscheen in de X-Men animatieserie . Zijn eerste twee verschijningen waren in de afleveringen 'Slave Island' en 'The Cure', maar er werd geen verklaring of achtergrond gegeven over hoe hij vanuit de toekomst naar het verleden is gereisd.
- Cable is een bespeelbaar personage in enkele computerspellen zoals Marvel vs. Capcom 2 en X-Men Legends II: Rise of Apocalypse.
- Cable is de hoofdschurk in de film Deadpool 2, waarin hij gespeeld wordt door Josh Brolin.